# Azazel (romanzo)
Azazel (titolo originale عزازل) è un romanzo del 2009 dello scrittore egiziano Youssef Ziedan.

## Trama
Nella finzione letteraria il romanzo viene presentato al lettore come una traduzione in arabo, "la più fedele possibile", di una serie di 30 rotoli di pergamena scritti in siriaco e ritrovati alla fine del XX secolo in una vasta area archeologica a nordovest della città siriana di Aleppo.
Le 30 pergamene riportano le memorie del monaco egiziano Ipa, che mette per iscritto le vicende della sua vita di monaco pellegrino, accanto alle cronache dei grandi eventi e rivolgimenti del suo tempo. Da ciò che scrive Ipa, le pergamene risalgono al mese di settembre dell'anno 431 d.C. e furono scritte nella cella di un importante monastero della Siria, situato su una collina nei pressi della strada romana che collega Antiochia ad Aleppo, e costruite sulle rovine di un antico e colossale tempio pagano.
Ipa era originario di una località ignota sul Nilo a sud della città di Assuan ed aveva di aver studiato a Nag Hammadi e Akhmim. Da bambino Ipa era stato testimone di una tragedia orribile, quando nei pressi del tempio pagano dell'isola di Elefantina una torma di fanatici cristiani aveva assassinato il padre di Ipa, un pescatore pagano che era solito portare pesce ai sacerdoti del tempio.

## Edizioni in italiano
- Youssef Ziedan, Azazel, traduzione di Lorenzo Declich e Daniele Mascitelli, collana Le tavole d'oro, Neri Pozza, 2010,  p. 384, ISBN 978-88-545-0398-4.